# Ландесман, Генрих
Генрих Ландесман (нем. Heinrich Landesmann; 1821—1902) — австрийский писатель

 по философским вопросам и поэт, известный под псевдонимом Иероним Лорм (Hieronymus Lorm).

## Биография
Генрих Ландесман родился 9 августа 1821 года в Моравии в семье еврейского торговца. В возрасте пятнадцати лет потерял слух, оглох и почти ослеп и называл сам себя «отрывком человека». Молодость провел в городе Вене, откуда должен был бежать после выхода своей книги: «Wiens poetische Schwingen und Federn», направленной против австрийской цензуры, где автор обнаружил тонкий критический вкус и замечательный полемический дар; это произведение заключало ряд резких выпадов в адрес правительства и канцлера Клеменса фон Меттерниха. Вернуться на родину он смог только после революции 1848—1849 годов в Австрийской империи; местом для проживания он выбрал Баден, близ австрийской столицы.
Среди наиболее известных трудов Г. Ландесмана: «Erz ählungen des Heimgekehrten», «Gabriel Solmar», «Novellen und Scenen», «Intimes Leben», «Späte Vergeltung», «Der ehrliche Name», «Schatten aus vergangzenen Tagen», «Ein Kind des Meeres», «Vor dem Attentat», «Der fahrende Geselle», «Das Leben kein Traum», «Die beiden Töchter des Hauptmanns», «Die Geheimrä tin». Согласно «ЭСБЕ», все эти повести и романы «выдаются серьезными художественными достоинствами, очень тонко разработаны и оригинальны по приему и выполнению». 
Критические и философские сочинения автора отличаются изяществом вкуса и широтой миросозерцания; к ним можно отнести: «Philosophisch-Kritische Streifz üge», «Geflügelte Stunden», «Diogenes im Tintenfass», «Die Muse des Glücks», «Moderne Einsamkejt», «Zwei Beiträ ge zur Lebensphilosophie», «Der Grundlose Optimismus», «Der Naturgenuss» и «Natur und Geist im Verbaliniss zu den Naturepochen». 
По словам автора хроник жизни литераторов Ф. Ф. Фидлера, стихотворения Ландесмана «полны глубокого, но не резко отрицательного пессимизма, и отличаются богатым идейным содержанием и лирическими порывами, наряду с законченностью формы» («Gedichte», 7 издание; 1894).
Генрих Ландесман умер 3 декабря 1902 года в городе Брно, где провел последние дни со своими детьми.
Его сестра Нина была женой немецкого писателя и поэта еврейского происхождения Бертольда Ауэрбаха.